# Santa Maria de Martorelles
Santa Maria de Martorelles település Spanyolországban, Barcelona tartományban. Lakosainak száma 873 fő (2024).

## Földrajza
Santa Maria de Martorelles Alella, Tiana, Sant Fost de Campsentelles, Martorelles, Montornès del Vallès és Vallromanes községekkel határos.

## Népesség
A település lakosságának változását az alábbi diagram mutatja:
| Lakosok száma | 342  | 299  | 410  | 485  | 736  | 813  | 865  | 861  | 890  | 873  |
|               | 1930 | 1950 | 1970 | 1991 | 2004 | 2008 | 2012 | 2016 | 2020 | 2024 |